# Szabó István Mihály
Szabó István Mihály (Baja, 1925. augusztus 19. – 2015. augusztus 31.) magyar mikrobiológus, ökológus, egyetemi tanár, a Magyar Tudományos Akadémia rendes tagja. Kutatási területe a talaj- és vízi mikroorganizmusok, valamint azok ökológiája volt. Nevéhez fűződik a mikrobiológus-képzés bevezetése a magyar felsőoktatásban.

## Életpályája
1944-ben a Magyar Államvasutaknál volt forgalmi gyakornok, majd 1945-ben beiratkozott a Tisza István Tudományegyetem (ma: Debreceni Egyetem) Természettudományi Karának biológia–földrajz szakára, Itt szerzett középiskolai tanári diplomát 1950-ben (ekkor az egyetem neve már Debreceni Tudományegyetem volt). Ennek megszerzése után az egyetem Általános Állattani Intézetében kapott tanársegédi állást. 1952-ben az MTA Tihanyi Biológiai Intézetében lett aspiráns, majd 1954-ben az MTA Soproni Talajbiológiai Laboratóriumába ment át, itt tudományos munkatársi beosztásban kezdett el dolgozni. 1960-ban az MTA Talajtani és Agrokémiai Kutatóintézethez került, szintén tudományos munkatársként. 1974-ben az Eötvös Loránd Tudományegyetem mikrobiológiai tanszékén kapott egyetemi tanári kinevezést, illetve megbízták a tanszék vezetésével. A tanszéket huszonegy éven át vezette. 1995-ben nyugdíjba vonult, egy évvel később a Gyógyszerkutató Intézet műszaki főtanácsadója lett, innen 2003-ban távozott. Magyarországi munkái mellett négy évig volt tanulmányúton többek között Kairóban, Havannában, Los Angeles-ben és Chicagóban.
1956-ban védte meg a biológiai tudományok kandidátusi, 1970-ben akadémiai doktori értekezését. Az MTA Általános Mikrobiológiai Bizottságának lett tagja, egy időben társelnöke volt. Emellett tagja volt az Ökológiai Bizottságnak és a Magyar Nyelvi Bizottságnak is. 1990-ben a Magyar Tudományos Akadémia levelező, 2001-ben pedig rendes tagjává választották. Akadémiai tisztségei mellett 1992-ben a Magyar Környezetvédelmi Egyesület elnökévé választották, emellett a Magyar Szakírók Szövetsége vezetőségi tagja. Az Acta Microbiologica et Immunologica Hungarica című tudományos szakfolyóirat szerkesztőbizottságába is bekerült, valamint a Magyar Orvosi Nyelv főszerkesztő-helyettese lett.

## Munkássága
Fő kutatási területe a talaj- és vízi mikroorganizmusok, valamint azok ökológiája és a környezetvédelem. Nevéhez fűződik a felsőfokú mikrobiológus-, illetve mikrobiológus-technológus képzés magyarországi bevezetése.
A talaj- és vízi mikroorganizmusok területén elvégezte azon számítógépes elemzését, illetve a sugárgombák és baktériumok ökológiai vizsgálatát, valamint konvencionális (azaz a hagyományos) és numerikus rendszertani beosztását. Kutatta a gerinctelen állatok baktérium-anyagcserében segítő és közreműködő partnereit. Eredményei jelentősek a termőtalajok általános anyagforgalmi dinamikája területén. Egyik magyarországi bevezetője a szabadalmi és környezetvédelmi mikrobiológiának, így a tudományág eszközeit is felhasználják a környezetkárosodás visszafogásánál. Jelentős volt szakírói munkássága is.

## Díjai, elismerései
- Nívódíj (Akadémiai Kiadó, Magyar Mezőgazdasági Kiadó)
- Magyar Felsőoktatásért Emlékplakett (1994)
- Fehér Dániel-emlékérem (2000)
- Kitaibel Pál-emlékérem (2005)

## Főbb publikációi
- Microbial Communities in a Forest-Rendzina Ecosystem. The Pattern of Microbial Communities (1974)
- Evaluation of Criteria Used in the ESP Cooperative Description of Type Strains of Streptomyces and Streptoverticillium (társszerző, 1976)
- A bioszféra mikrobiológiája I–IV. (1988–1998)
- Az általános talajtan biológiai alapjai (1986, 1992, 2008)
- Baktériumok intestinális közösségeinek szerveződése gerinctelen állatokban (1991)
- Interactions Among Millipedes (Diplopoda) and Intestinal Bacteria (1992)
- A magyar nép eredete. Az uráli népek eurázsiai-amerikai őstörténete, Mundus Magyar Egyetemi Kiadó, Budapest, 2004. 142 p.